# Ichneumon constrictorius
Ichneumon constrictorius är en stekelart som beskrevs av Carl von Linné 1758. Ichneumon constrictorius ingår i släktet Ichneumon och familjen brokparasitsteklar. Inga underarter finns listade i Catalogue of Life.